# Planta (canción)
"Planta" es una canción de la banda de rock argentina Soda Stereo, editada en 1995 en su séptimo y último álbum de estudio Sueño Stereo como track 10. Fue escrita por Gustavo Cerati y Zeta Bosio.
Con este tema se iniciaron todos los conciertos de la Gira Sueño Stereo, gira que hizo Soda Stereo para presentar el álbum. Además el tema también fue tocado por Cerati durante sus giras solistas Bocanada (2001) y Ahí Vamos (2006).
Planta forma parte del pequeño álbum conceptual de rock progresivo que se forma en la segunda mitad de Sueño Stereo. Además, no existen pausas entre las cuatro últimas canciones del disco. Están unidas musicalmente como una sola canción.

## Música
Musicalmente se marca mucho el rock progresivo, en que también se aprecia una tendencia experimental. Este es un género que no figura en ningún álbum del grupo anterior a este disco y la aparición de este estilo muestra el deseo de Soda Stereo de seguir evolucionando musicalmente.
La canción consta de dos partes: La parte inicial en la cual la batería no hace presencia (aunque si los platillos), el bajo es protagonista con una función rítmica y la guitarra aparece con un delicado riff. Y la segunda en la cual comienza a sonar la batería y la guitarra de manera permanente.
Comienza con un sonido generado por un sampler. Luego de unos segundos se comienzan a escuchar con un sonido ascendente el bajo y los platillos, y después de un rato comienza la voz de Gustavo Cerati. En la parte que se podría considerar el estribillo, se detienen el bajo y los platillos y suenan violines. Cuando termina el segundo estribillo, en el minuto 2:17, comienza la segunda parte de la canción y continúa así hasta culminar. Al final, cuando se detienen todos los instrumentos, el sampler sigue sonando al igual que el principio de la canción, uniendo sonoramente esta canción con «X-Playo», la siguiente canción del disco.
Algo para destacar es el espléndido y fugaz solo de guitarra del tema (entre 3:50 y 4:08 aproximadamente), que remite a los Beatles -y en especial al estilo de George Harrison- gracias a su lirismo y forma de construir la melodía.

## Versiones
En la Gira Sueño Stéreo, en la presentación del disco, que venia incluida la canción, fue interpretada en todos los conciertos de la gira del grupo.
No fue interpretada ni en la Gira Comfort y música para volar ni en la gira de despedida del grupo musical, El último concierto, Cerati lo volvería a interpretar en su etapa solista, en las giras Bocanada y Ahí vamos.
Tampoco fue interpretado en la gira de regreso del grupo Me verás volver.